# Kościół św. Anny w Trutowie
Kościół św. Anny w Trutowie – świątynia rzymskokatolicka w Trutowie

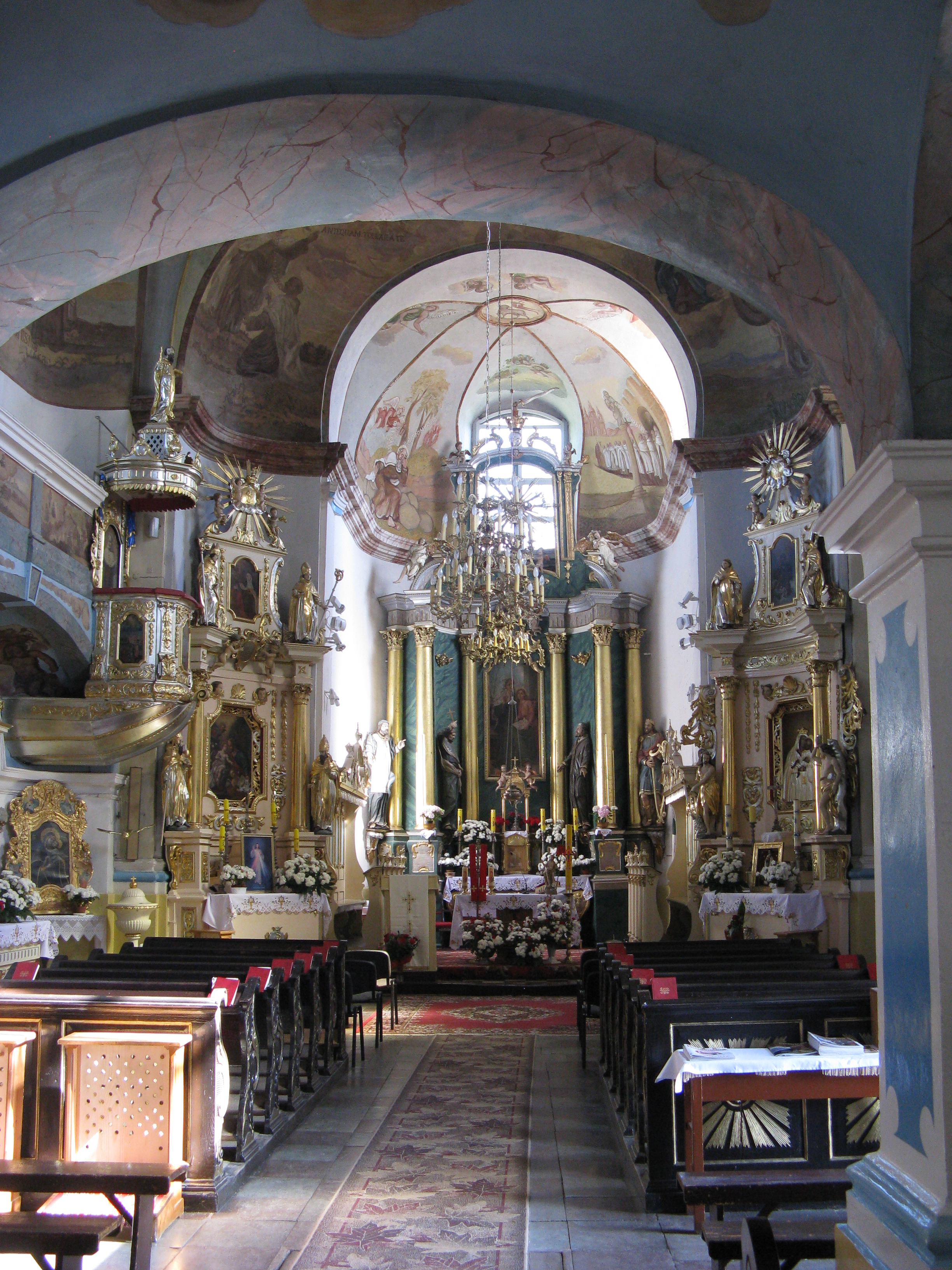
Wnętrze kościoła

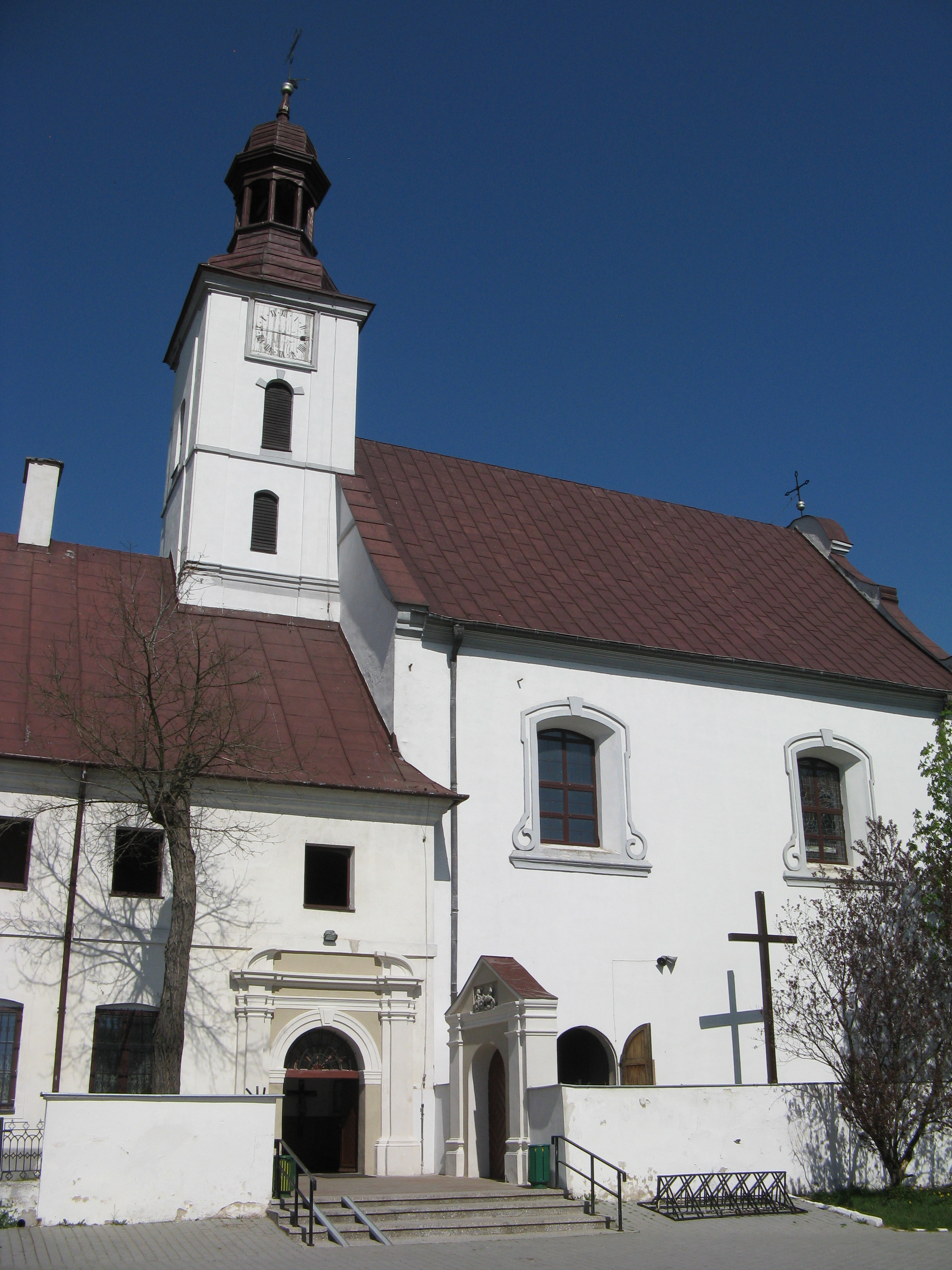
Połączenie budynków kościoła (po prawej) i klasztoru

W 1717 roku Jan Rętfiński, do którego rodziny należało Trutowo, zapisał wieś karmelitom, pod warunkiem wybudowania w niej klasztoru i kościoła. Umowa została poświadczona przez biskupa Ludwika Załuskiego. W latach 1717–1718 wybudowano drewnianą kaplicę. Budowa kościoła opóźniła się ze względu na próby unieważnienia zapisu przez bratanków Rętfińskiego i powstał on w latach 1732-1738. Konsekracji świątyni dokonał Jan Dembowski w kwietniu 1770 roku. Po roku 1740 dobudowano budynek klasztoru. W 1863 roku rząd carski w ramach represji po powstaniu styczniowym, usunął karmelitów z Trutowa. Zakon ponownie objął kościół i klasztor w roku 1946. 
Kościół jest budowlą jednonawową, dwuprzęsłową, przykrytą dachem siodłowym. Kościół jest połączony z klasztorem, przez co nie ma głównej fasady, oba budynki zbudowane są na planie prostokąta. W budynek klasztorny wbudowana jest także kwadratowa wieża z zegarem, przykryta barokowym hełmem w ośmioboczną latarnią. Klasztor jest dwukondygnacyjny, pokryty trójspadowym dachem. Północno-zachodni narożnik klasztoru zabezpieczony jest kamienną przyporą. Do kościoła przylega ogrodzony cmentarz. Znajdująca się przy wejściu do kościoła brama na cmentarz, przyozdobiona jest płaskorzeźbą przedstawiającą proroka Eliasza w wozie ognistym. 
Wyposażenie kościoła jest głównie barokowe i w stylu rokoko. Późnobarokowa polichromia pochodząca prawdopodobnie z 1738 roku została odnowiona i przemalowana w roku 1960. Przedstawia ona głównie sceny z historii zakonu karmelitów oraz pochodzących z niego świętych. 
W kwadratowym prezbiterium z trzema oknami znajduje się ołtarz główny z XVIII-wiecznym obrazem św Anny z Najświętszą Maryją Panną w wieku dziewczęcym. Zwieńczenie ołtarza stanowi framuga okienna z okiem opatrzności, mającym dawać efekt promieniowania światłością. Przy ołtarzu znajdują się rzeźby przedstawiające króla Dawida, św. Józefa, św. Jana Ewangelistę i św. Jana Nepomucena ustawione podczas odnawiania kościoła w roku 1887. W ołtarzach bocznych znajdują się obrazy przedstawiające Matkę Boską Szkaplerzną oraz św. Józefa z Dzieciątkiem. 
Rokokowa ambona w kształcie łodzi pochodzi z III ćw. XVIII wieku. Na zapleckach ambony znajduje się portret błogosławionego Angelusa Mazzinghi, zaś na koszu malowidła ze scenami nawiązującymi do kształtu ambony (kazanie z łodzi, powołanie rybaków). Pod amboną umieszczono barokową chrzcielnicę z XVIII wieku.
W 1981 roku zespół klasztorny karmelitów w Trutowie został wpisany do rejestru zabytków.